# Roslyn Heights
Roslyn Heights és una concentració de població designada pel cens dels Estats Units a l'estat de Nova York. Segons el cens del 2000 tenia 6.295 habitants.

## Demografia
Segons el cens del 2000, Roslyn Heights tenia 6.295 habitants, 2.168 habitatges, i 1.773 famílies. La densitat de població era de 1.631,2 habitants per km².
Dels 2.168 habitatges en un 39,1% hi vivien nens de menys de 18 anys, en un 65,8% hi vivien parelles casades, en un 12,5% dones solteres, i en un 18,2% no eren unitats familiars. En el 15,6% dels habitatges hi vivien persones soles el 8,9% de les quals corresponia a persones de 65 anys o més que vivien soles. El nombre mitjà de persones vivint en cada habitatge era de 2,89 i el nombre mitjà de persones que vivien en cada família era de 3,21.
Per edats la població es repartia de la següent manera: un 26,7% tenia menys de 18 anys, un 5,8% entre 18 i 24, un 25,8% entre 25 i 44, un 25,7% de 45 a 60 i un 15,9% 65 anys o més.
L'edat mediana era de 40 anys. Per cada 100 dones de 18 o més anys hi havia 90,6 homes.
Cap de les famílies estaven per davall del llindar de pobresa.